# Puits Notre-Dame
Vous lisez un « article de qualité » labellisé en 2015.  Il fait partie d'un « thème de qualité ».
Ne doit pas être confondu avec Fosse Notre-Dame.
Le puits Notre-Dame (ou puits d'Éboulet) est l'un des principaux puits des houillères de Ronchamp situé au hameau d'Éboulet sur la commune de Champagney, en Haute-Saône, dans l'est de la France. Il est creusé par une compagnie concurrente, la Société des maîtres de forges possédant les mines d’Éboulet, à partir de 1851 avant d'être intégré aux houillères de Ronchamp quinze ans plus tard. Après avoir servi à l'extraction de la houille pendant un demi-siècle, il sert ensuite de puits d'exhaure (pompage des eaux de mine) jusqu’à ce qu'il soit remblayé à la fermeture des houillères en 1958.
Trois cités minières, un dortoir et un réservoir d'eau potable sont construits aux alentours du puits de mine pendant l'entre-deux-guerres. Un important terril s'étend vers le nord avant d'être enlevé au début du XXIe siècle, date à laquelle ne subsistent que les deux dalles en béton matérialisant le puits et le plancher d'un ancien bâtiment.

## Fonçage
Le fonçage du puits est entrepris par les houillères d’Éboulet le 14 décembre 1851, il possède une section rectangulaire de 6,60 mètres par 2,50 mètres avec deux compartiments d’extraction de deux mètres sur deux mètres. En 1855, le puits atteint 135 mètres de profondeur avec 31 ouvriers dont 21 mineurs, cinq manœuvres, deux machinistes et deux boutefeux. En 1856, le fonçage du puits est suspendu à 270 mètres pour être poursuivi par un sondage qui rencontre le terrain houiller à 495,54 mètres de profondeur.
Le 1er août 1859, à 501 mètres de la surface, le puits traverse une couche de houille de 80 centimètres d'épaisseur, ce qui ne répond pas aux attentes de la compagnie. D'après les estimations, la houille doit être trouvée entre 550 mètres et 600 mètres de profondeur, de plus il n'y a qu'une seule couche de houille et de faible épaisseur. Les ingénieurs constatent donc que le puits Notre-Dame a rencontré un soulèvement du socle du bassin houiller. Des travaux de recherches sont rapidement entrepris mais mal exécutés et mal aérés puisqu'en 1861, une explosion de grisou fait trois morts. Les recherches sont alors stoppées pour réaménager le puits et les galeries, mais surtout pour creuser un puits d'aérage.
En 1861, commence le fonçage d’un puits d’aérage (c’est le premier dans le bassin minier) à 30 mètres du puits d'extraction (deux mètres de diamètre). Un ventilateur à ailettes est ensuite installé. Le 2 janvier 1862, trois ouvriers meurent asphyxiés à la suite d'une explosion inexpliquée au fond de la mine.

## Installations de surface

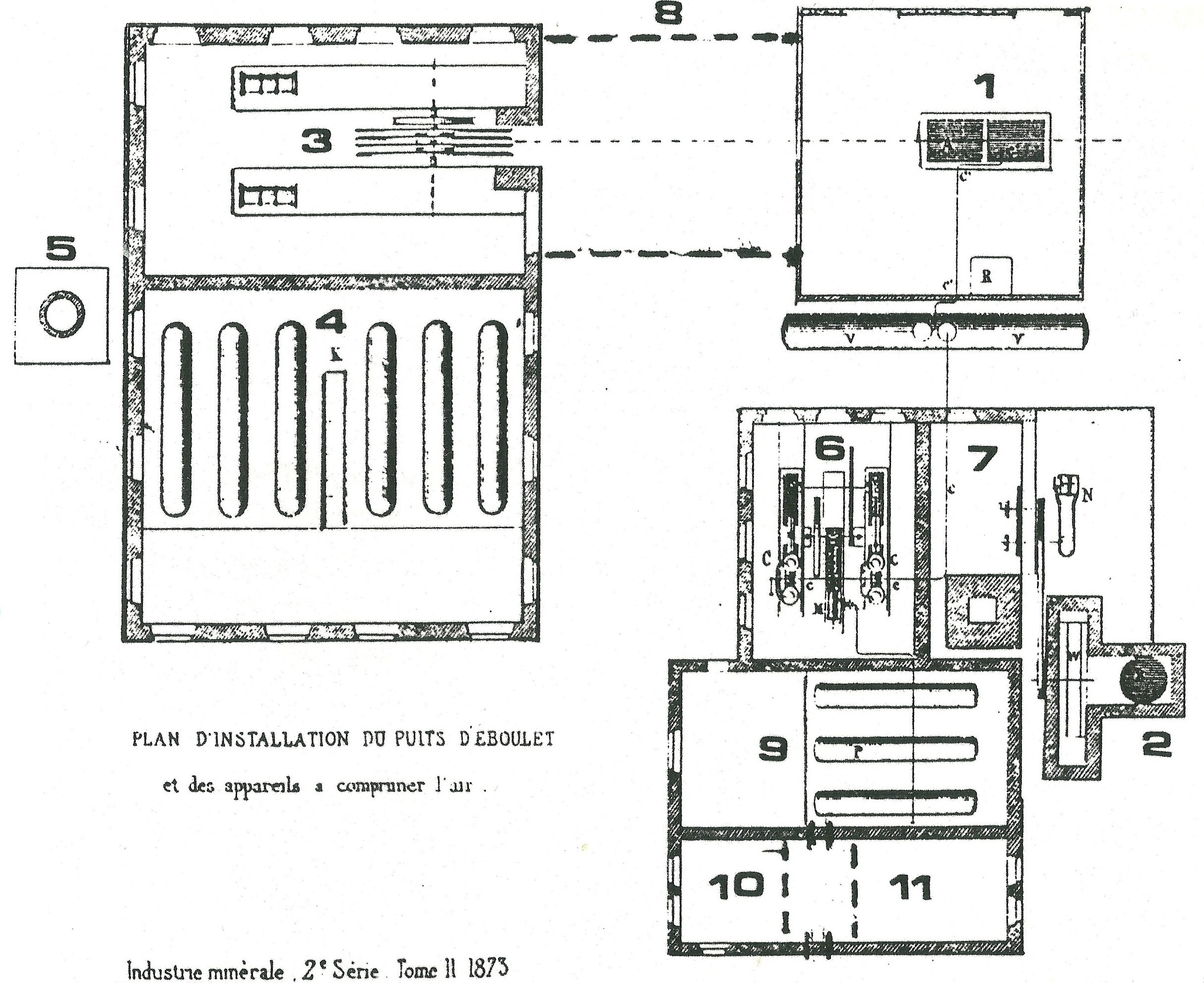
Plan des bâtiments du puits Notre-Dame :

Lorsque le puits est récupéré par les houillères de Ronchamp, les installations, mal conçues, sont en mauvais état. Le moteur à vapeur actionnant la machine d'extraction est composé d'engrenages et de deux cylindres de diamètres différents, l'un de 60 cm, l'autre de 70 cm, ce qui provoque une instabilité et nécessite de multiples réparations. Le chevalement en bois est vétuste et les armatures du puits se disloquent. L'aérage est assuré par un ventilateur à aile plane ne dépassant pas un débit de 7 m3/s, ce qui est insuffisant pour un siège d'extraction.
En 1867, les installations sont complètement rénovées. Une nouvelle machine d'extraction à traction directe de 100 ch et deux cylindres de 70 cm de diamètre et deux mètres de course, accompagnée de six générateurs de vapeur de huit mètres de long, sont commandés à la société A. Kœchlin et Cie pour être installés dans un même bâtiment construit en équerre par rapport à l'ancien et surmonté d'une haute cheminée.
Le puits dispose également d'un nouveau ventilateur plus puissant pour l'aérage, d'un compresseur pour l'air comprimé, unique source d'énergie mécanique au fond de la mine, d'une lampisterie et d'une « piscine » pour les mineurs. Parallèlement, cent berlines de 400 kg de contenance sont achetées pour remplacer les anciennes de 300 kg, qui sont transférées au puits Saint-Charles où elles remplacent les anciens chariots en bois de la machine à taquet. Au total les houillères de Ronchamp investissent 164 000 Francs pour mettre le puits Notre-Dame dans de meilleures conditions d'extraction.

## Exploitation

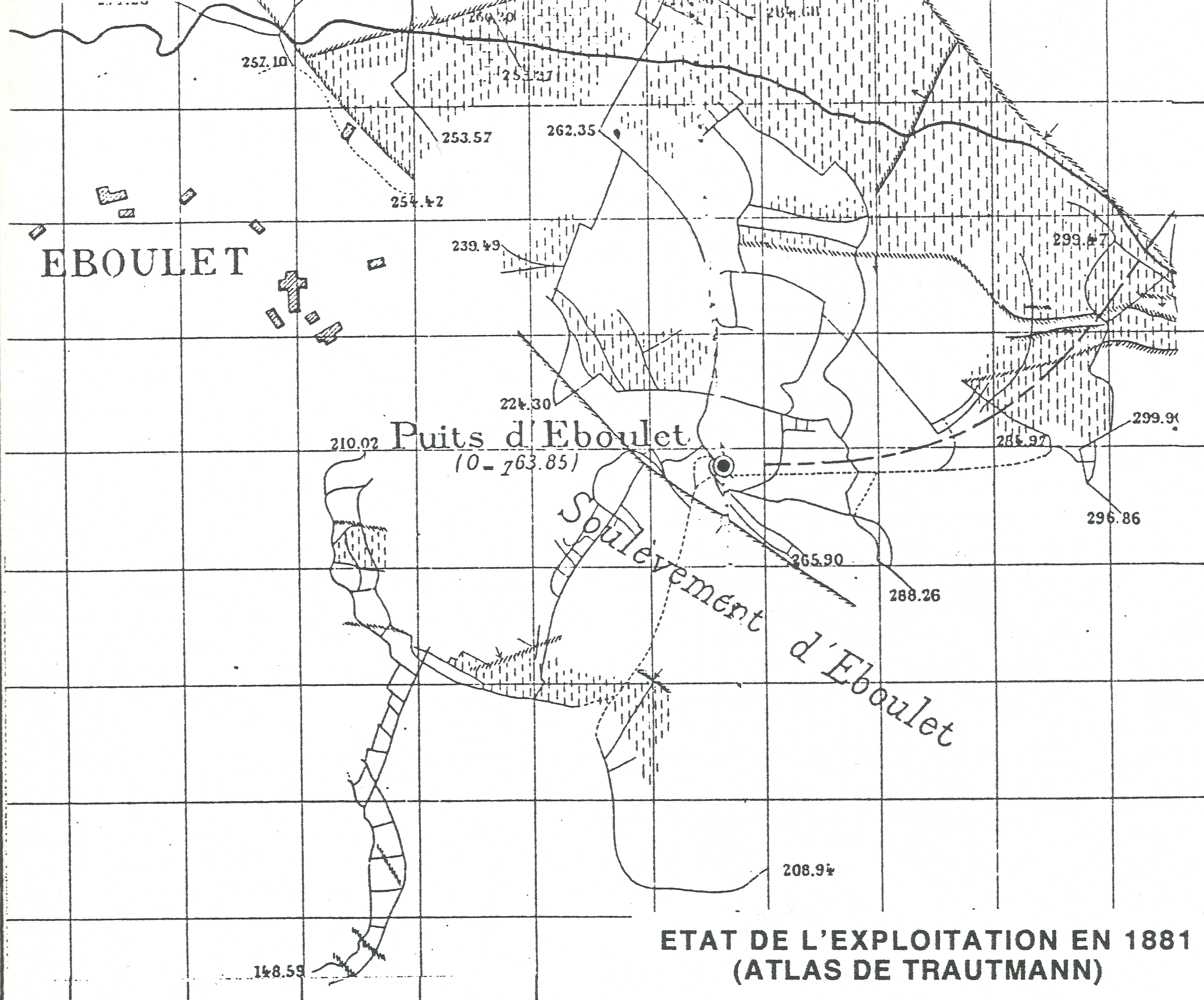
Plan du fond de la mine au puits Notre-Dame en 1881.

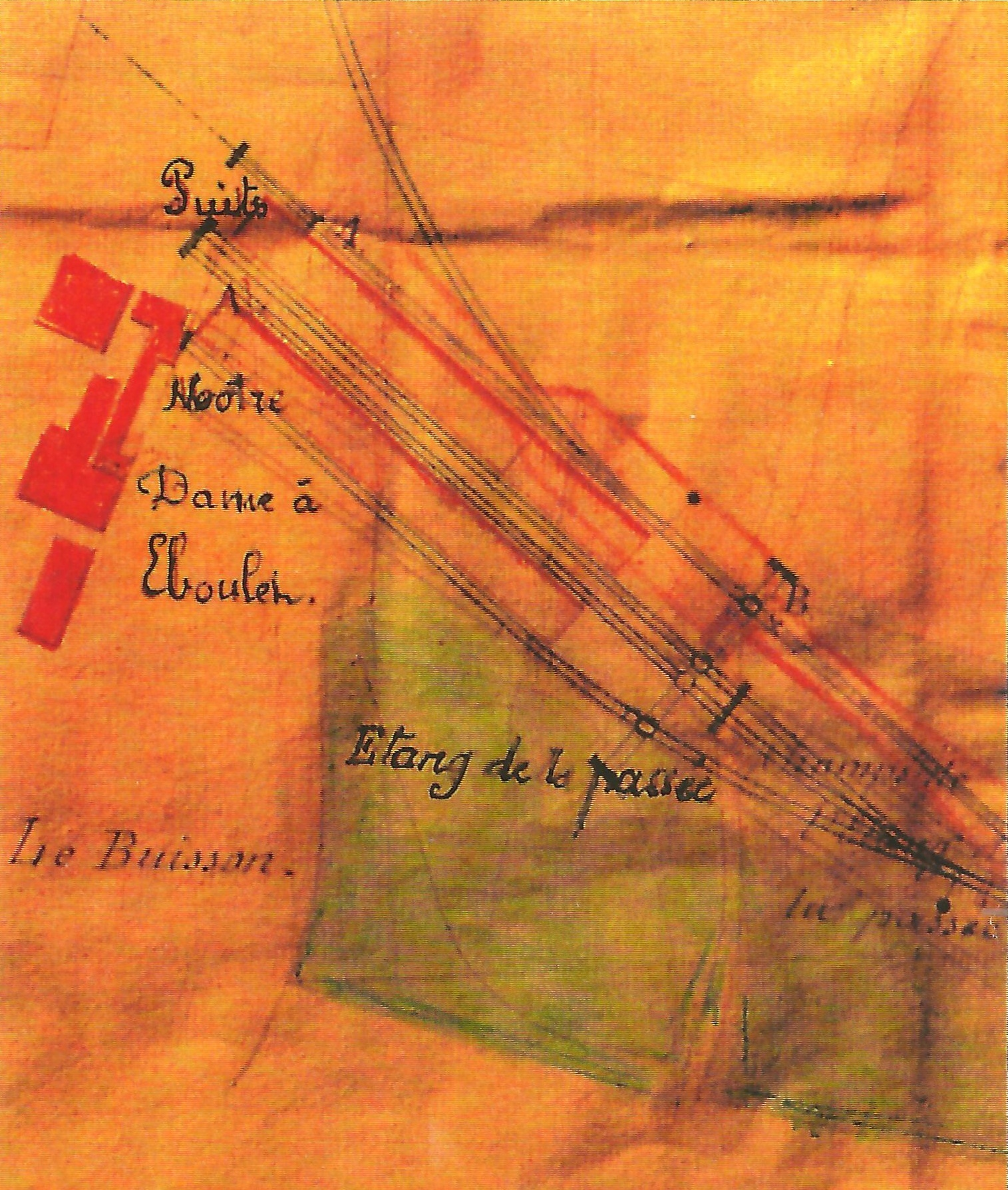
Les voies ferrées desservant le puits Notre-Dame.

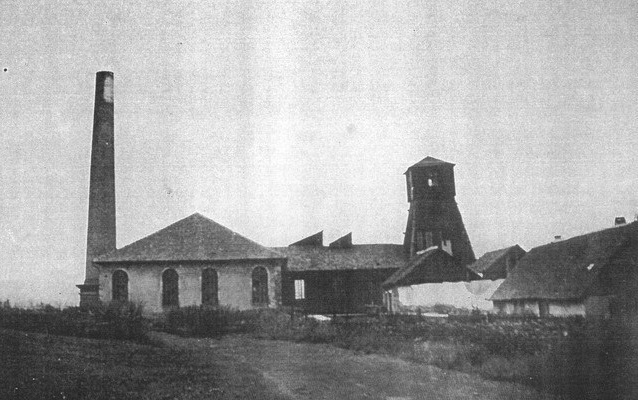
Le puits Notre-Dame après l'arrêt de l'extraction.

En 1864, le puits Notre-Dame est en pleine activité, la production atteint 100 tonnes par jour grâce à 400 ouvriers dont 90 mineurs à l’abattage. Il est le seul puits actif de la concession d’Éboulet, il devait initialement fonctionner comme deux puits d'extraction, grâce à deux compartiments dédiés, chacun étant indépendant et possédant sa propre machine d'extraction. Ce projet est l'œuvre d'un maître-mineur anglo-saxon, mais le puits possède des défauts de conception au niveau du cuvelage et du renforcement obligeant à de nombreuses réparations et à l'abandon du projet de la double extraction.
En 1866, les houillères de Ronchamp et d'Éboulet fusionnent, l'année précédente, le puits est relié au réseau ferré des houillères par une voie ferrée qui assure le transport du charbon via la ligne de Paris-Est à Mulhouse-Ville. Le 16 septembre 1867, les travaux sont arrêtés afin de transformer complètement les installations du puits à la suite d'une rupture du câble. Les voies de 0,57 mètre sont remplacées par des voies de 0,65 mètre. Les chariots sont transférés au puits Saint-Charles. Le 10 novembre suivant, l'extraction reprend avec la nouvelle machine, les nouvelles cages et le nouveau matériel roulant avec 100 chariots neufs pouvant contenir chacun 450 kg de matériaux.
En 1867, une bowette de liaison avec le puits Saint-Joseph est creusée; le puits est approfondi jusqu'à 564 mètres. En 1868, la production de puits Notre-Dame s'écroule, alors qu'elle s'élevait à 52 000 tonnes pour l'année 1867, elle chute à 28 000 tonnes. Cette baisse importante de la production a plusieurs causes : le percement de la galerie vers le puits Saint-Joseph a rencontré des travaux noyés. Il faut stopper tous les travaux pendant deux mois à l'issue desquels l'exploitation éprouve des difficultés à reprendre. En 1869, commence l'exploitation de l'étage -520 où existe une couche de deux mètres. Mais cette couche est rapidement interrompue par deux failles au nord et à l'ouest et par un relèvement à l'est ; les nouvelles recherches se font donc en direction du sud où les couches s'enfoncent.

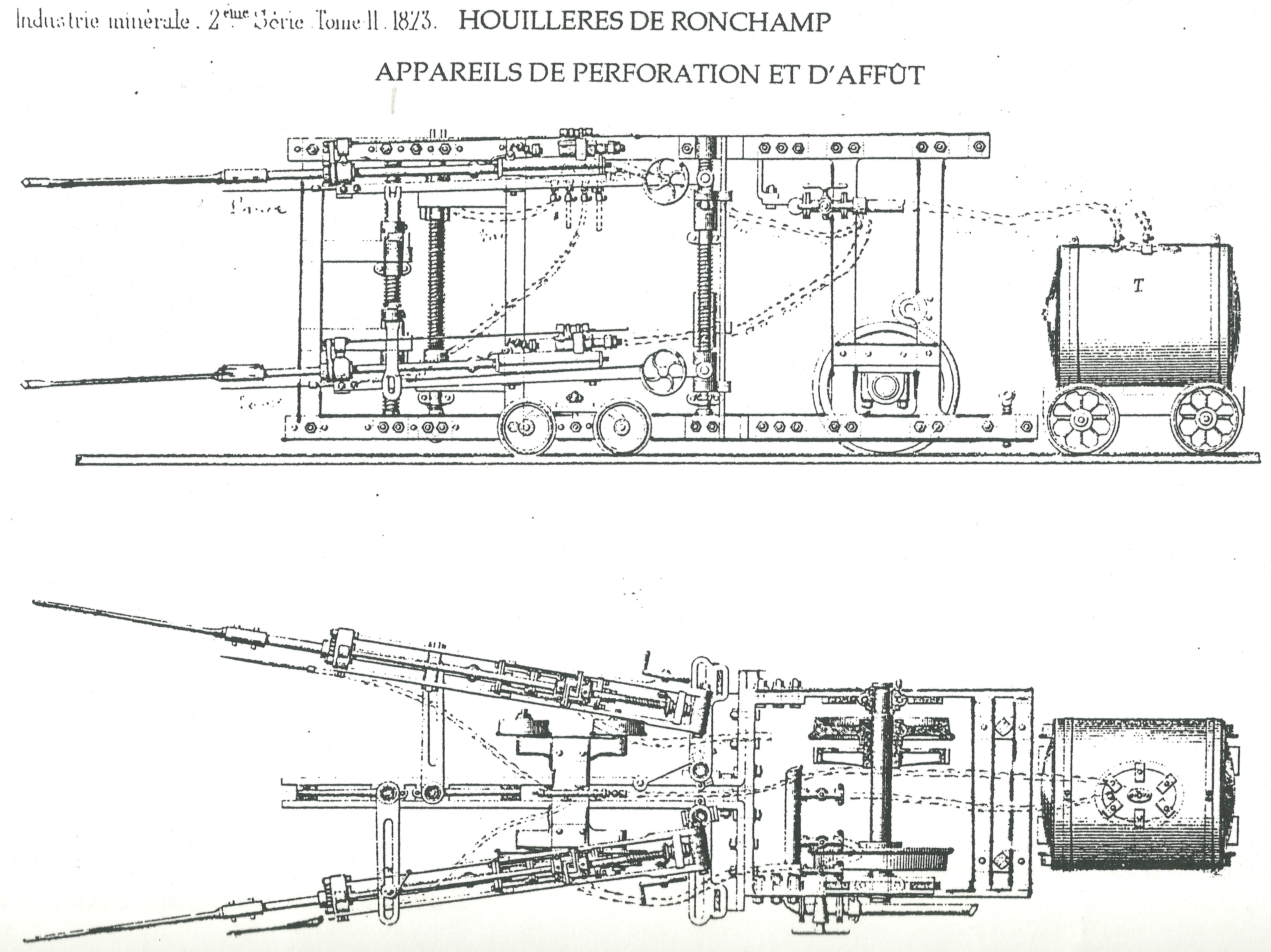
La machine de perforation pneumatique.

En 1871, une machine à air comprimé est utilisée au percement du travers-banc du Midi au fond du puits Notre-Dame ; c'est une première en France. Le travers-banc est achevé le 13 mai 1872 et la houille est retrouvée. Dans les années 1870, l'arrivée d'eau au puits Notre-Dame augmente considérablement, elle passe ainsi de 66 m3 par jour en 1874 à 1 100 m3 en 1879, il faut remonter plus d'eau que de charbon.
En 1875, l’ingénieur-directeur Mathet quittant le bassin minier de Ronchamp pour les houillères de Blanzy émet un avis hésitant sur l’avenir du puits. Il estime que la surface de couches exploitables est restreinte, mais que des recherches sont à faire en direction du sud-est, en direction du puits de l'Espérance. Selon lui, approfondir le puits d'une cinquantaine de mètres et creuser une bowette dans cette direction peut allonger la durée de vie du puits de dix ans.
Le 1er septembre 1880, un morceau de paroi du puits de dix mètres se détache et s'écrase au niveau de la recette bloquant deux mineurs au fond de la fosse. Ces mineurs sortent du puits sains et saufs une semaine plus tard. De 1880 à 1881, les installations du puits Notre-Dame sont complètement remaniées avec la restauration de la colonne du puits la construction d'un bâtiment en bois entre le bâtiment de la machine et la recette ainsi que la construction d'un vestiaire. En 1892, une importante couche de charbon est découverte derrière un soulèvement, mais deux ans plus tard, elle devient inexploitable à cause de nombreuses failles ; le puits Notre-Dame a désormais épuisé ses ressources et la fermeture est proche. En 1896, le puits est abandonné, mais n'est pas remblayé.

## Exhaure

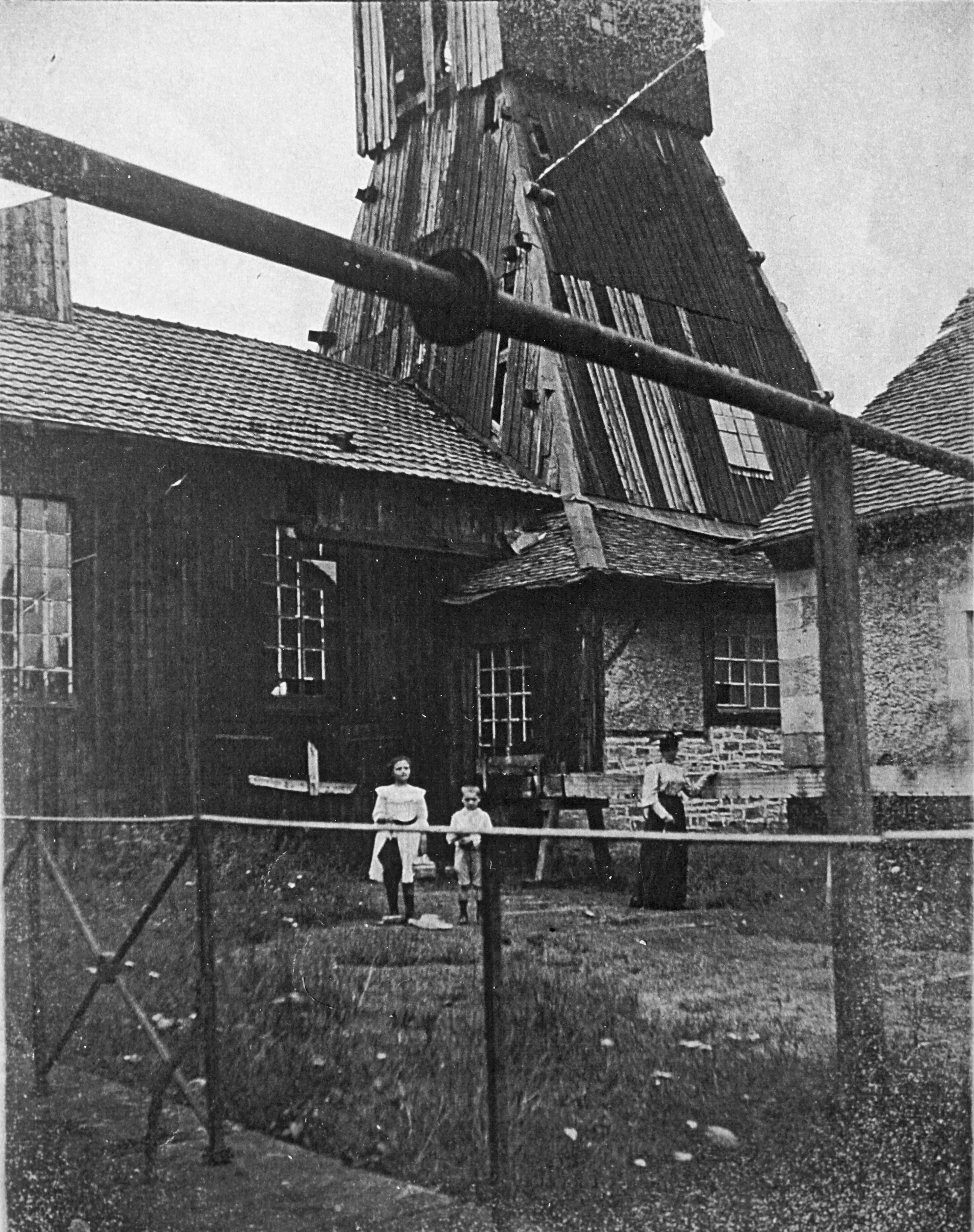
Vue du chevalement vers 1900.

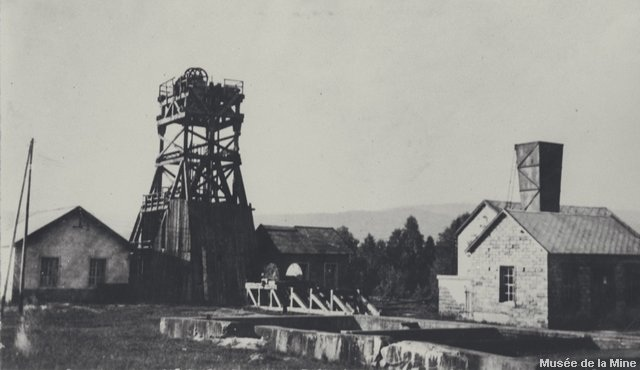
Le carreau du puits Notre-Dame pendant l'entre-deux-guerres.

En 1903, l'extraction du charbon est terminée au puits Notre-Dame mais le puits n'est pas remblayé et quelques ouvriers sont toujours présents sur le site. Le puits est conservé pour l'exhaure des houillères de Ronchamp. En effet, tous les puits, qu'ils soient fermés ou en activité, communiquent entre eux et l'eau s'infiltre vers les nouveaux chantiers du sud.
En 1922, la compagnie se souvient qu'elle a abandonné un long massif de houille de 150 mètres de large pour empêcher les eaux d’envahir les nouveaux chantiers. La décision de l'exploiter est alors prise. Le dénoyage commence le 13 octobre 1925 et s'achèvera en 1927. Avant d'exploiter le massif houiller, il faut creuser une liaison avec le puits du Chanois : c'est ainsi qu'est creusée la bowette Cameroun, longue de 1 500 mètres, qui est achevée en décembre 1930. Le charbon extrait est donc envoyé au puits du Chanois qui possède les infrastructures adéquates tandis que le puits Notre-Dame remplit deux rôles : pomper les 7 000 tonnes d'eau qui affluent chaque mois et servir de puits d'entrée d'air pour les travaux, le puits Sainte-Marie servant de puits de sortie grâce à ses puissants ventilateurs.
En 1944, les combats pour la libération entraînent l'arrêt des pompes du puits d’Éboulet et le noyage des galeries. Il faut attendre 1945 et le pompage de 6 400 m3 d'eau par mois, pour que l'extraction reprenne.
Lors de la nationalisation des houillères françaises en 1946, sous l'impulsion du Gouvernement provisoire mené initialement par Charles de Gaulle, le bassin minier de Ronchamp est confié à Électricité de France (EDF), parce qu'il est trop éloigné des autres grands bassins miniers et qu'il comporte une importante centrale thermique.
Après 1950, le puits Notre-Dame, qui pourrait encore posséder de grands massifs houillers, refait parler de lui avec un puits voisin, le puits du Tonnet, dont les couches sont désormais jugées exploitables. Mais il faudrait déblayer et dénoyer les anciens travaux, construire de nouvelles infrastructures. La réalisation de ce projet (soutenu par le comité de défense de la mine) est estimée à un milliard de francs.
Mais EDF ne souhaite plus investir dans le bassin minier de Ronchamp, et prépare déjà l’abandon du bassin houiller. Le puits Notre-Dame ferme définitivement en 1958 et est remblayé avec des schistes du 16 juin au 17 juillet 1958, les puits Saint-Georges et du Tonnet sont remblayés au même moment,.

## Reconversion
Le 28 septembre 1991, sous l'impulsion de la municipalité de Ronchamp, un monument créé par Bernard Poivey est installé et inauguré sur la dalle du puits d'extraction,. Le site est agrémenté de fleurs en pots ainsi que de gravier et de gazon sur le sol. Le site est entretenu annuellement par la commune de Champagney.
En mars 2006, Bernard Poivey retire sa stèle à la suite de dégradations et décide de la modifier,. Le terril est enlevé dans les années qui suivent. Les deux dalles en béton sont toujours entretenues dans les années 2010.

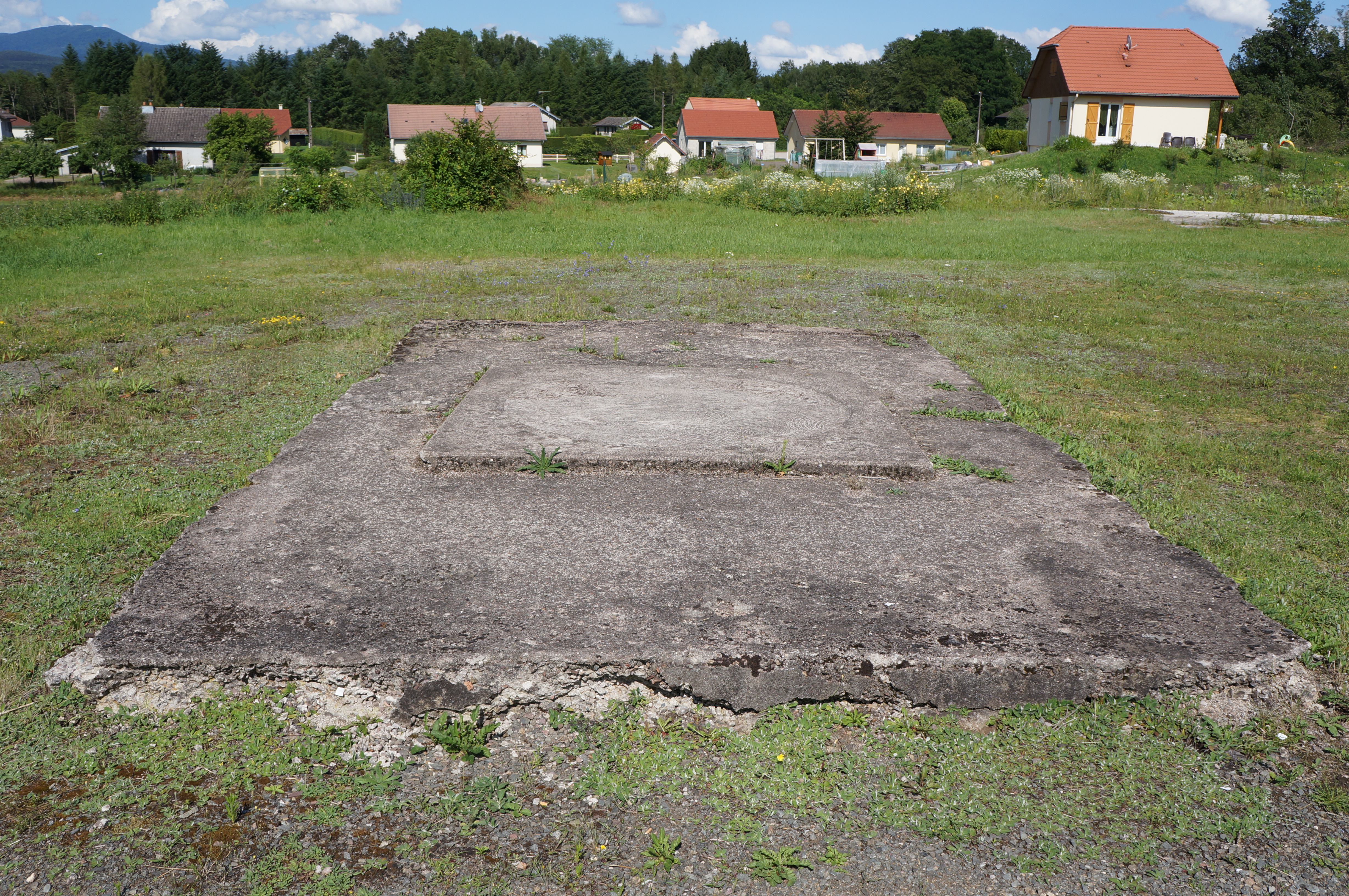
La dalle du puits d'extraction.
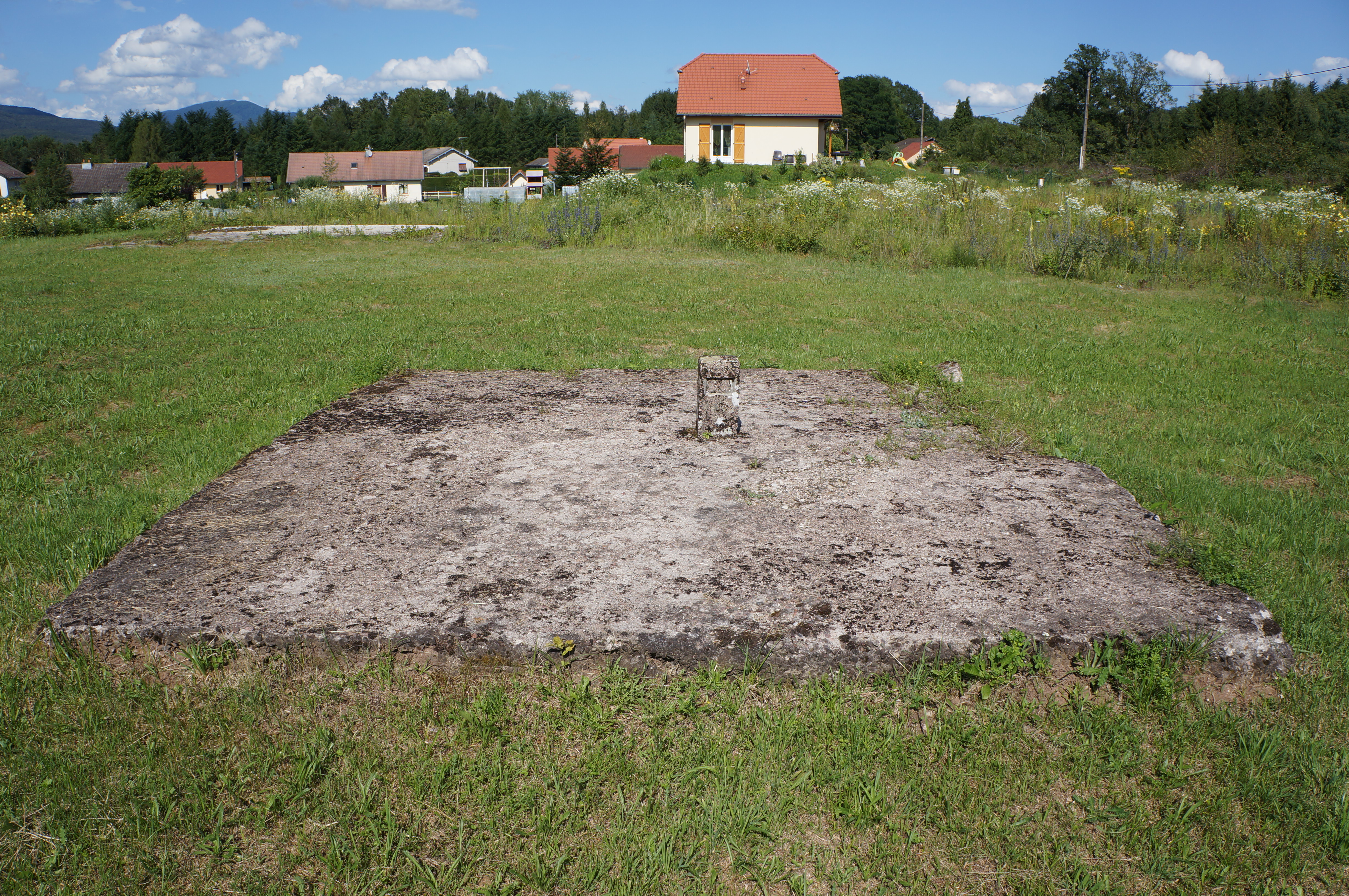
La dalle du puits d'aérage.
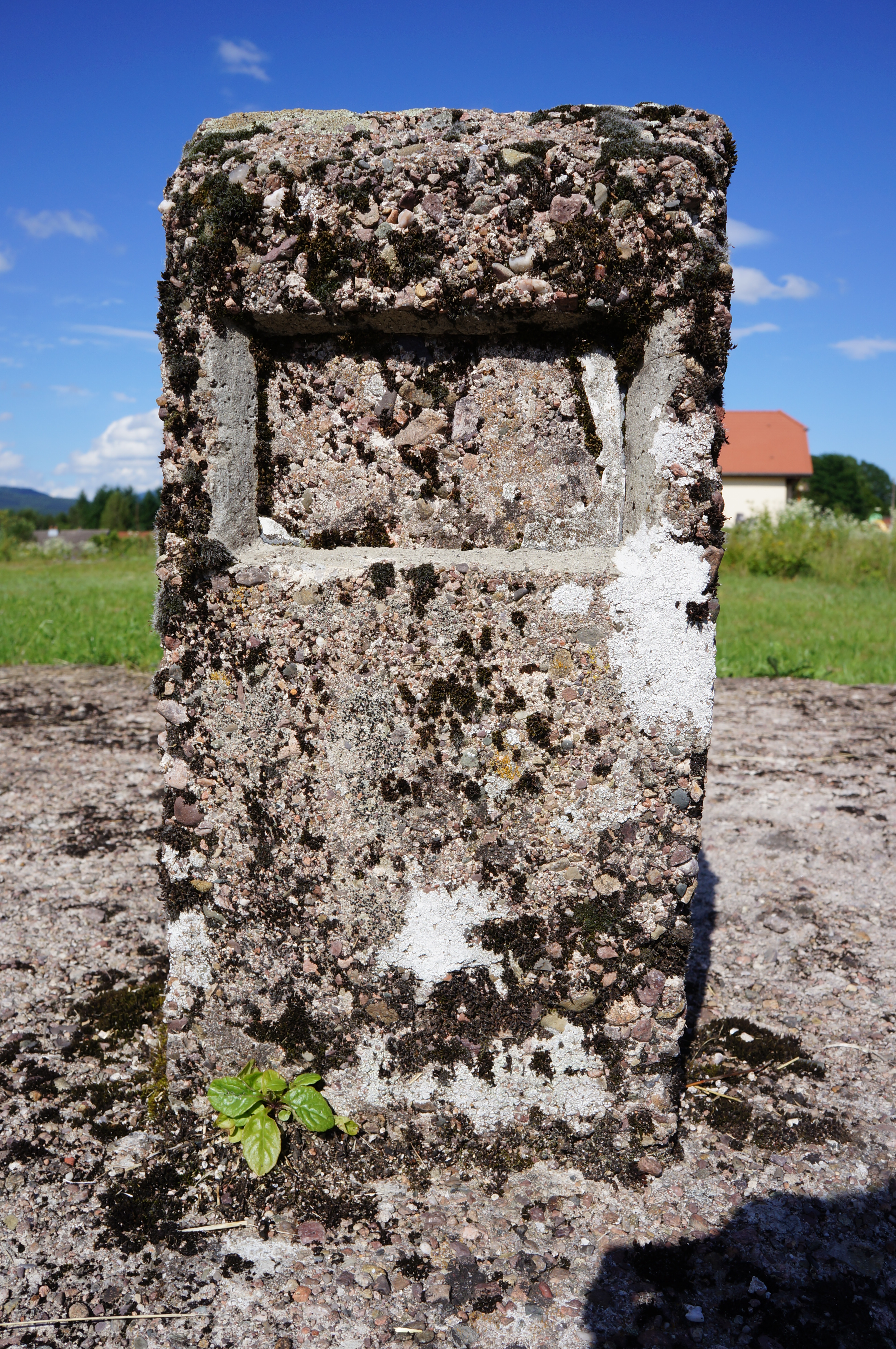
La borne du puits d'aérage.
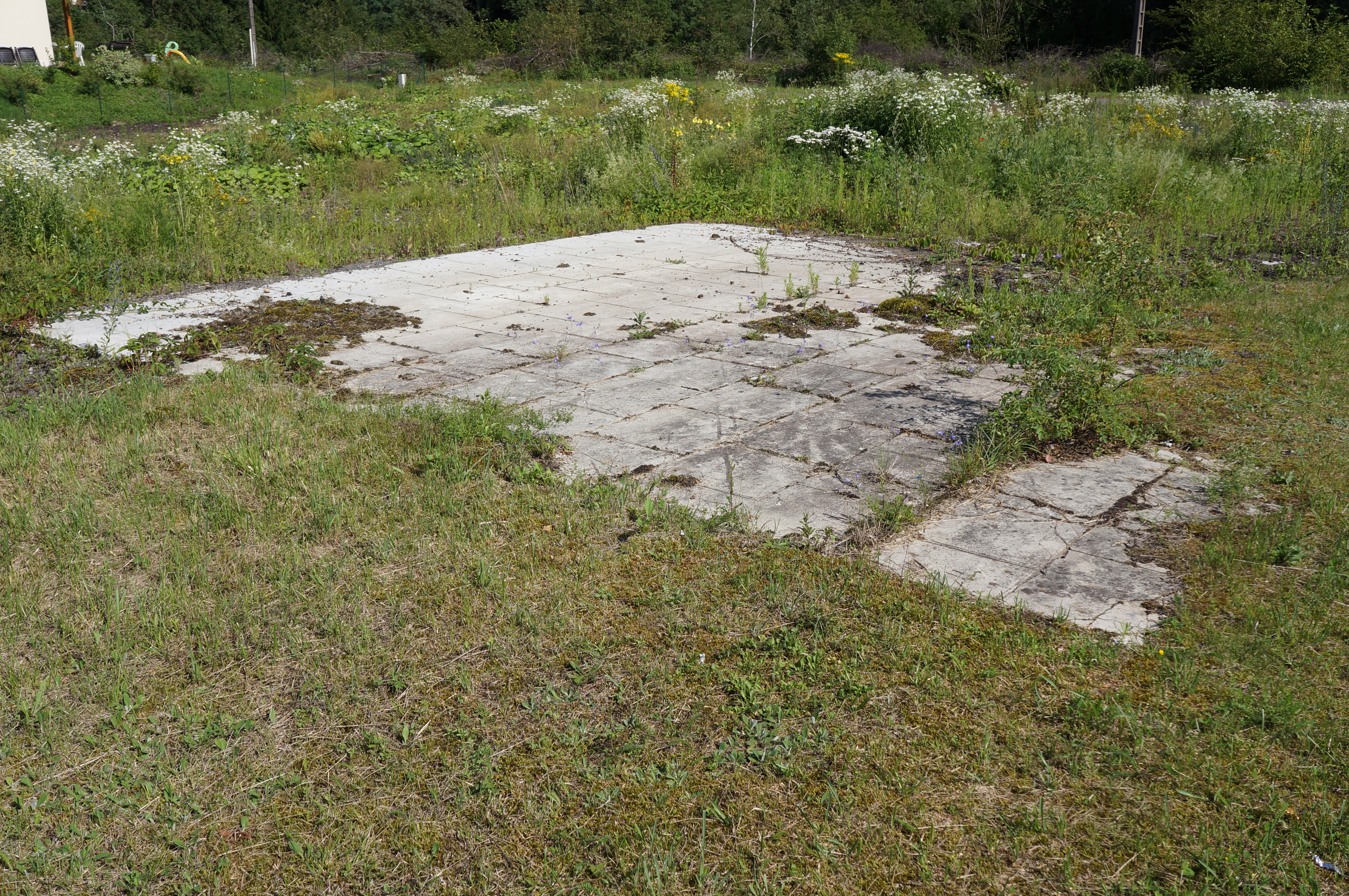
Un ancien bâtiment de la fosse.

## Le terril
Le puits Notre-Dame possédait un terril plat (coordonnées géographiques : 47° 41′ 28″ N, 6° 38′ 54″ E), où le déversement était effectué en éventail à la brouette. Ce terril a été exploité de 2006 à 2010.

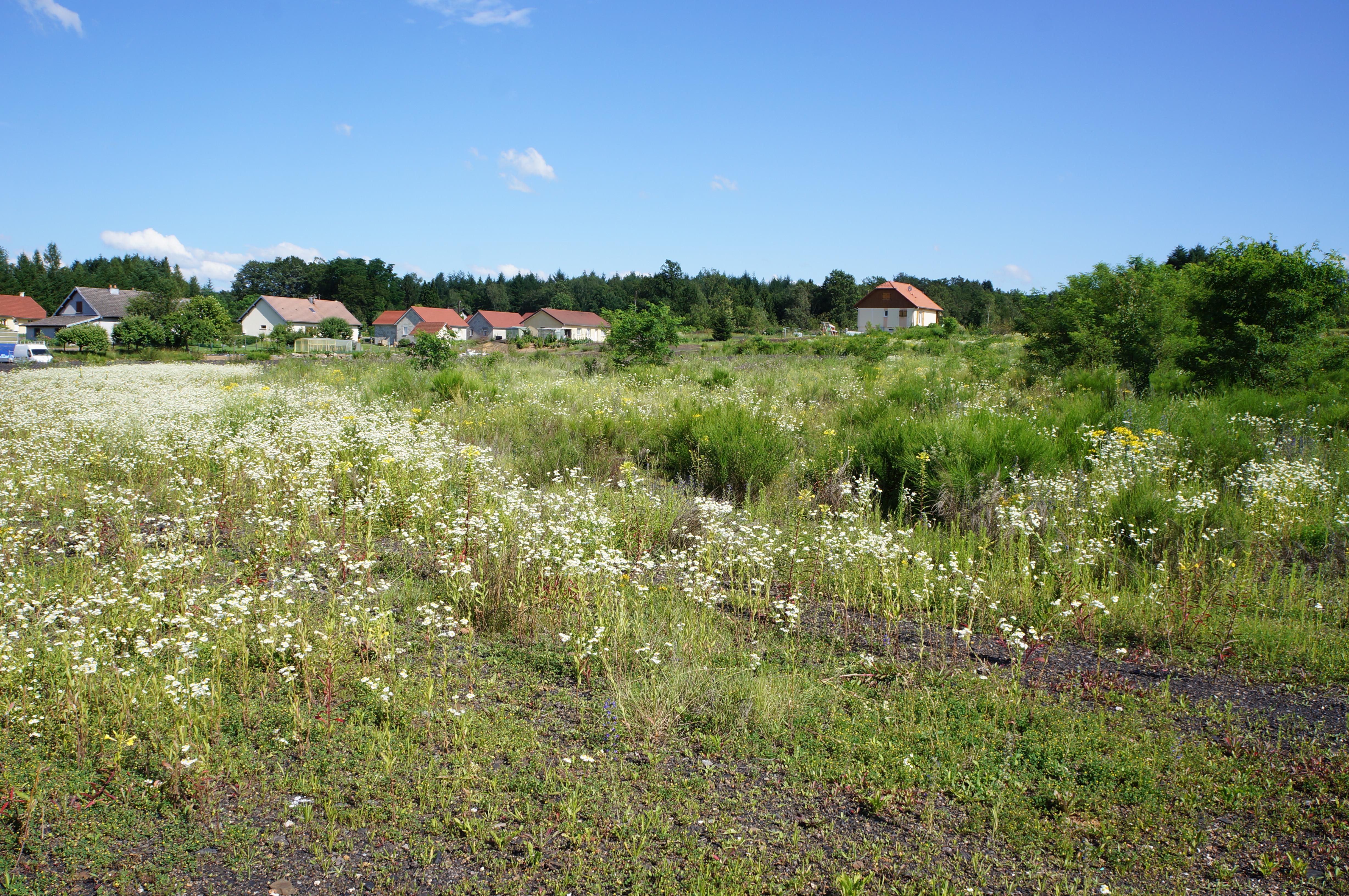
Vue de l'emplacement du terril, enlevé de 2006 à 2010.

## Les cités
Le puits Notre-Dame se trouve assez éloigné du centre de Ronchamp, à l'intérieur du hameau d'Éboulet qui ne comporte qu'une dizaine d'habitations au milieu du XIXe siècle. Un dortoir pour accueillir les mineurs venant de loin est d'abord aménagé dans un bâtiment qui accueillait des machines. En 1930 est construit un grand bâtiment surnommé le « château d'Éboulet », il comprenait huit logements répartis sur deux étages. Trois cités minières sont implantées à proximité du puits Notre-Dame.
La cité du Morbier, construite en 1927 par la Compagnie des mines d'Ostricourt afin d’accueillir la main d'œuvre polonaise, se compose de 24 maisons comprenant deux logements chacune. Dix sont construites avec un rez-de-chaussée seul tandis que les autres disposent d'un étage, elles sont construites selon le même procédé que pour la cité d'Éboulet. Les clefs de tirants des façades représentent les lettres M et O entrelacées, il s'agit du monogramme de la Compagnie des mines d'Ostricourt,.
La cité d'Éboulet, construite en 1931, se compose de 25 maisons comprenant deux logements chacune. Elles sont construites en parpaings de mâchefer enduit, quinze de ces maisons disposent d'un étage alors que les autres n'ont qu'un rez-de-chaussée avec un toit à croupe. Les appartements peuvent comporter de trois à cinq pièces. Les maisons sont presque toutes habitées par des familles polonaises,.
La cité des chefs de postes est construite en même temps que la cité d’Éboulet. Les trois maisons comprennent une pièce supplémentaire et une entrée aménagée, contrairement aux maisons des mineurs.
Les cités d'Éboulet et du Morbier sont classées le 11 mars 2010 à l'inventaire général du patrimoine culturel,.

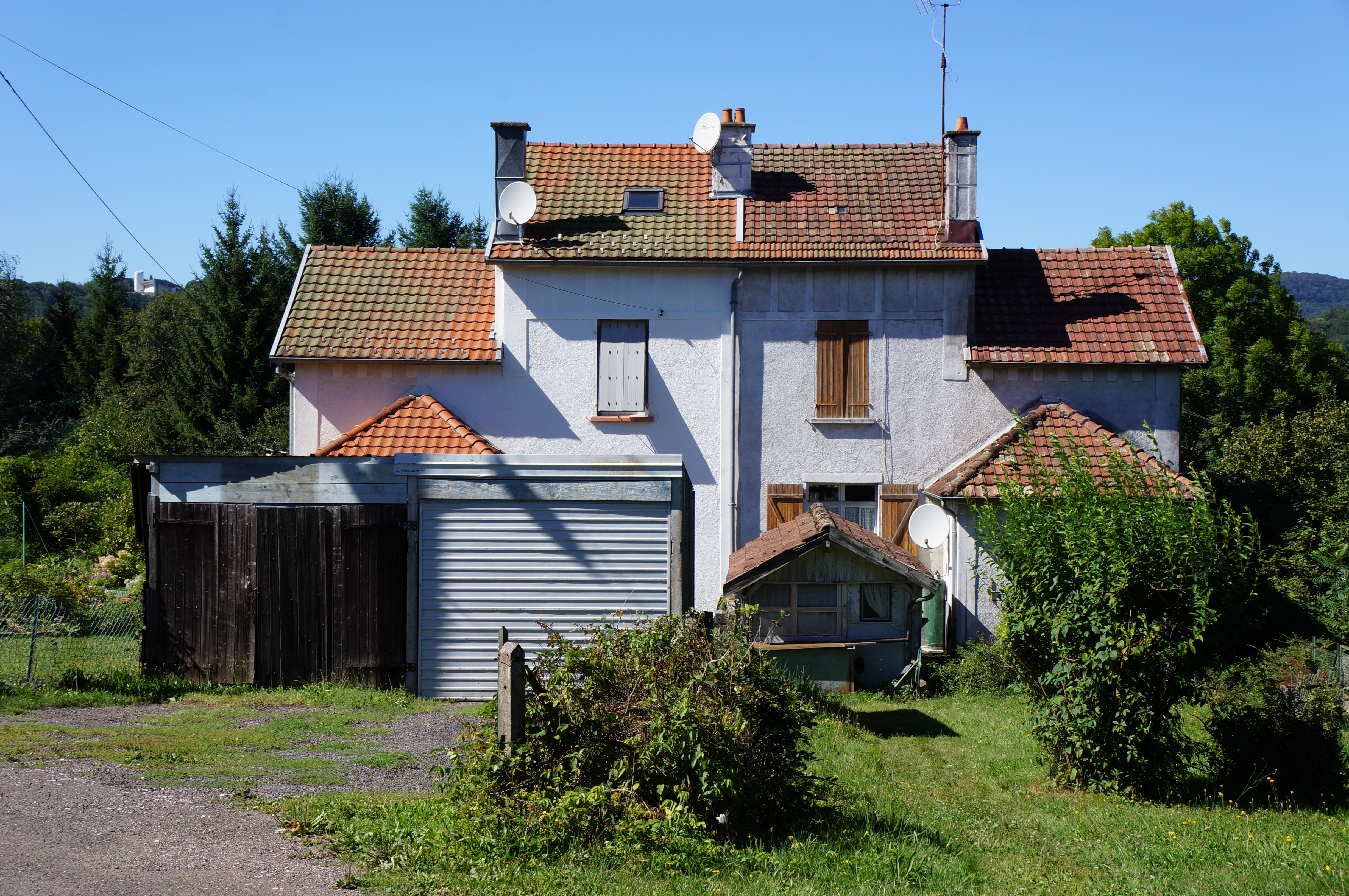
La cité des chefs de postes.
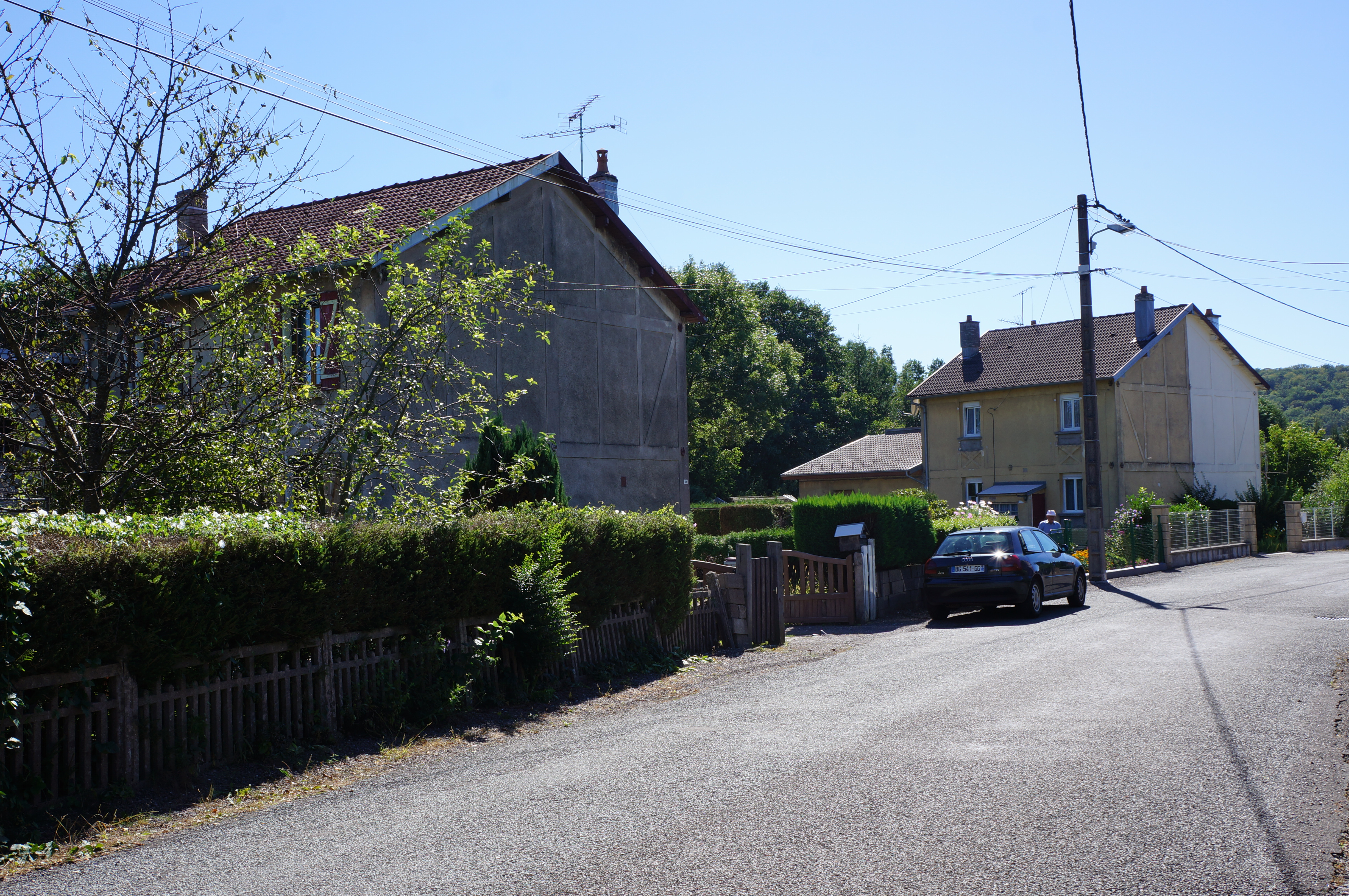
La cité du Morbier.
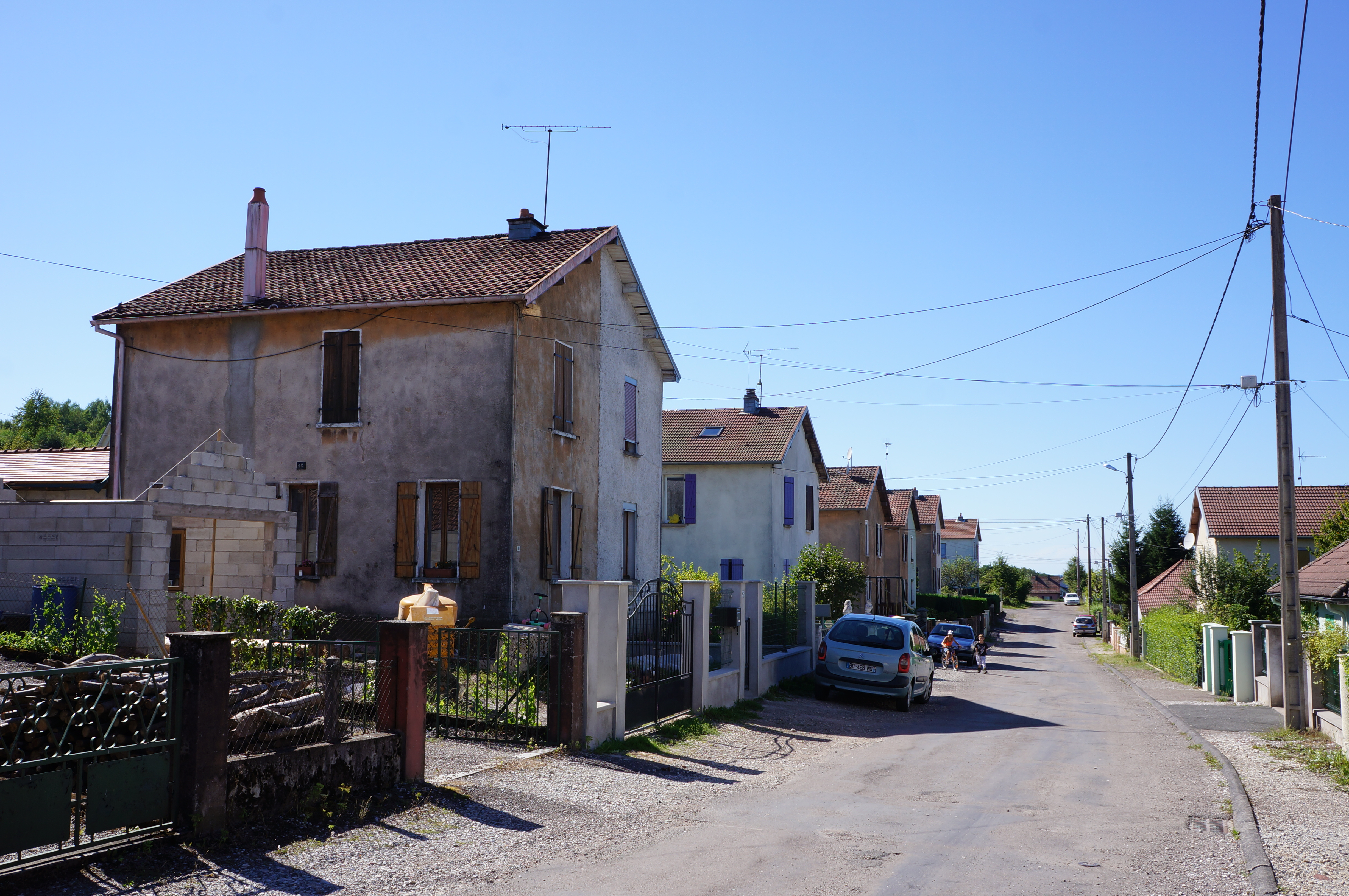
La cité d'Éboulet.
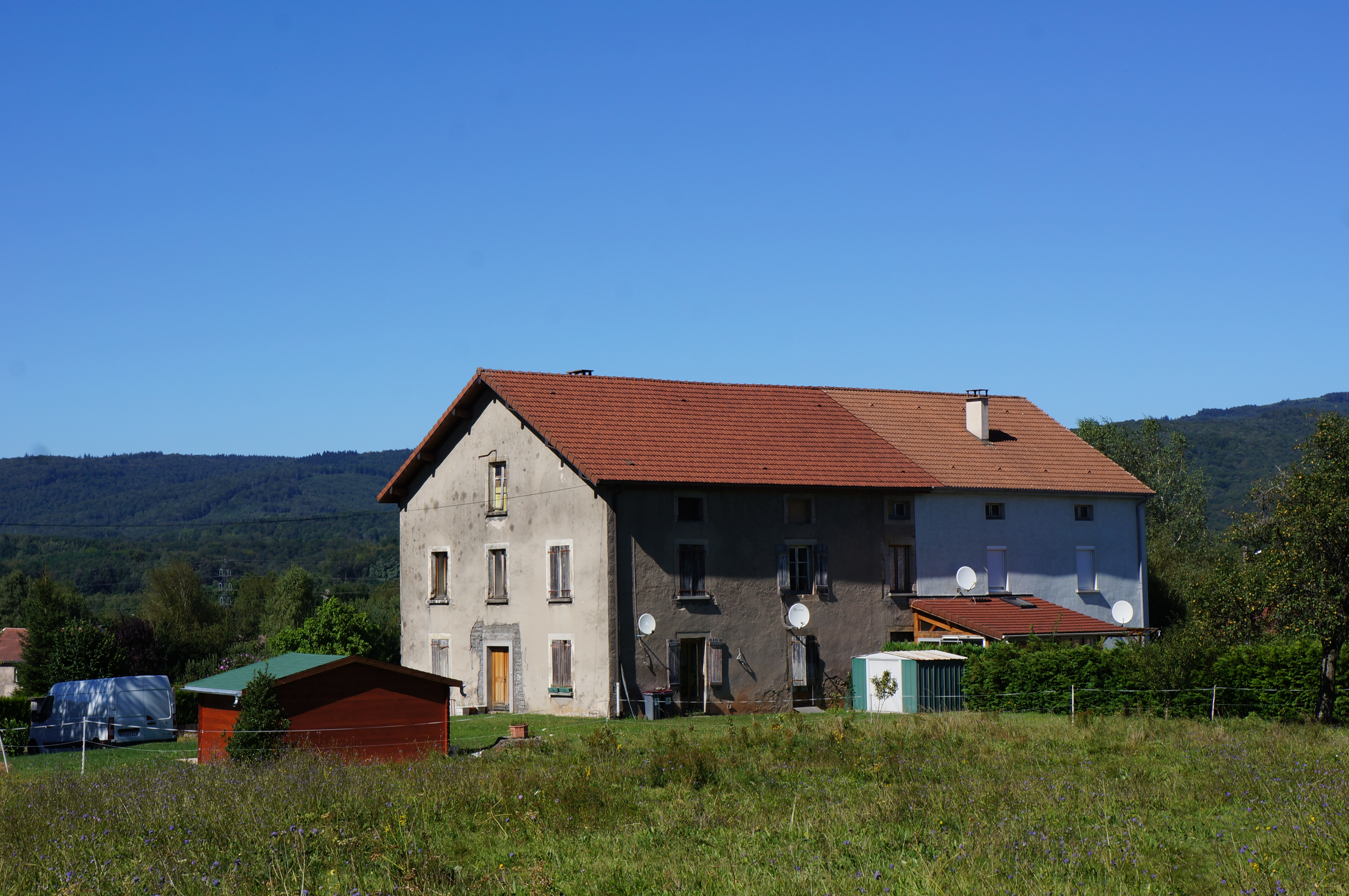
Le « château d'Éboulet ».
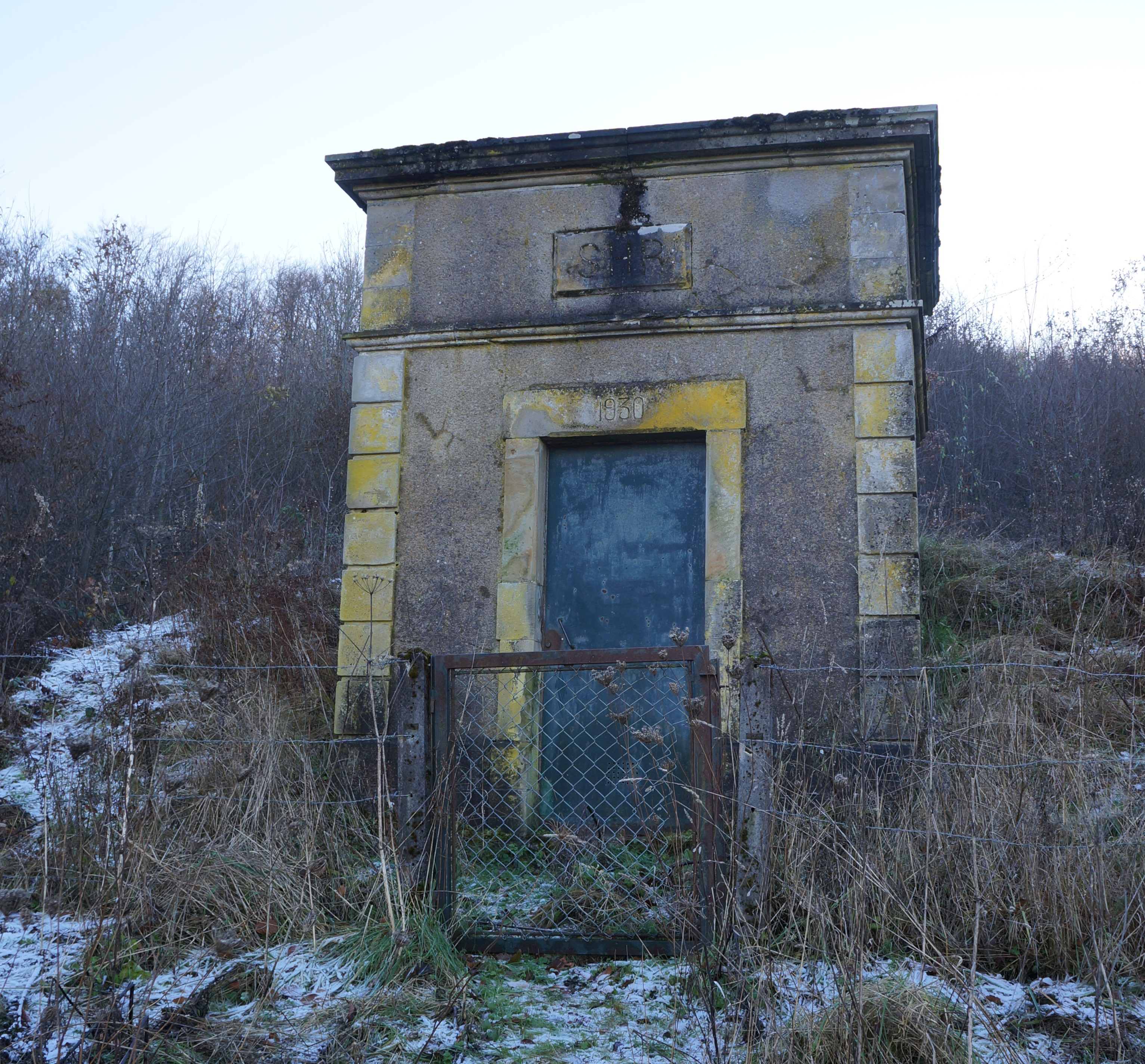
Le château d'eau construit par la compagnie en 1930.

### Illustrations
1. 1 2  « Informations sur la stèle ».
2. ↑  « Vue du puits avant 2006 ».
3. ↑  « Situation et vestige du puits Notre Dame », sur abamm.org (consulté le 16 février 2013).
4. ↑  « Le château d'Éboulet ».